# Ходзёдзюцу
Ходзёдзю́цу (яп. 捕縄術 ходзё:дзюцу) или навадзю́цу (яп. 縄術) — традиционное японское искусство связывания при помощи верёвки. Применялось на поле боя для захвата и конвоирования пленных, а в мирное время — при аресте преступников.
В практике боевых искусств ходзёдзюцу крайне редко выступало в качестве единственной изучаемой дисциплины, однако его можно было встретить как одну из частей учебной программы различных комплексных школ будо, зачастую в качестве углублённого изучения принципов и техник дзюдзюцу.

## История
С середины 1500-х и в конце 1800-х годов существовало более 150 школ ходзёдзюцу, каждая из которых обладала собственным набором инструментов и техник.
Каждого человека надо было связать с учётом его телосложения, социального статуса, особенностей одежды, профессиональных навыков. Поэтому были разработаны специальные приёмы связывания для придворных аристократов, самураев, крестьян, торговцев, ремесленников, монахов, нищих и так далее. Кроме того, были учтены различия анатомического строения мужчин и женщин.
Для связывания применялись специальные шнуры различной длины и толщины. Более короткий и толстый шнур, использовавшийся для первоначального связывания, назывался хаянава (яп. 早縄, «быстрая веревка»). Им просто и быстро скручивали сопротивляющуюся жертву. Затем, когда противник уже был обездвижен, использовалась хоннава (яп. 本縄, «основная веревка»), которая была на пару метров длиннее и тоньше (чем тоньше веревка, тем труднее развязать узел). Подготовленный надлежащим образом самурай мог связать свою жертву с поразительной скоростью и эффективностью.
Технику ходзёдзюцу изучали практически во всех школах дзюдзюцу. Древнейшей школой, канонизировавшей её, считается Такэноути-рю. Ходзёдзюцу нашло применение и в современной полиции. Главную роль в этом сыграл Симидзу Такадзи, работавший в полицейской технической комиссии и выступивший с инициативой приспособить некоторые традиционные приёмы для нужд полиции.
В 1931 году Симидзу стал инструктором токийской полиции по ходзёдзюцу и организовал обучение этой технике всех патрульных полицейских. Специальные исследования, проведенные самим Симидзу в послевоенные годы, принесли некоторые изменения в классические методы ходзёдзюцу, сделав их более пригодными в современных условиях.
Основу современного полицейского ходзёдзюцу составляет техника школы Иттацу-рю. Используются семь базовых приёмов: три техники связывания спереди и четыре сзади. Различные методы обеспечивают различную степень контроля над противником. Например, существуют методы, ограничивающие движение рук, не лишая их полной подвижности; позволяющие медленно ходить, но не бегать; способы полного обездвиживания. Одни узлы причиняют связанному боль, если он пытается бежать, а другие при попытке бегства ведут к потере сознания.